# Пала-ишшан
Пала-ишшан — верховный правитель (суккаль-мах) Элама, правивший около 1570—1545 годов до н. э., из династии Эпартидов.
Каким образом к власти пришёл Пала-ишшан, установить уже невозможно. Надпись Шутрук-Наххунте I, датируемая среднеэламским периодом, из всей последовательности царей династии Эпартидов, упоминает только Сиве-палар-хуппака (четвёртое поколение) и Пала-ишшана (вероятно, десятое поколение). Каждый из этих двух верховных правителей, как кажется, захватил богатую добычу в горных районах Восточного Ирана и привёз её в свою столицу. Хотя период правления Пала-ишшана кажется нам сейчас малопонятным и тёмным, тогдашним эламским миром и последующими поколениями этот суккаль-мах воспринимался в качестве одного из самых могущественных правителей Элама.
Сохранилась цилиндрическая печать, принадлежавшая главному советнику Пала-ишшана, Ибни-[…] — сыну некоего Хаштука; на ней имеется восхитительный эскиз: Пала-ишшан восседает на троне, а его советник стоит в почтительной позе перед великим правителем. Каку-санит, предположительно являющийся сыном Пала-ишшана, умер, будучи ещё управителем Суз, и был сменён на этом посту Кук-кирвашем, сыном Ланкуку, являвшегося одним из братьев Пала-ишшана. Относительно этой новой пары правителей мы получаем информацию из датировочной формулы одного торгового соглашения из Суз: согласно этому документу, Пала-ишшан и Кук-кирваш «восстановили справедливость и праведность». Можно предположить, что здесь имеется в виду, помимо прочего, общее уменьшение налогов и прощение долгов.
Когда около 1545 года до н. э. Пала-ишшан умер, его сменил его племянник, наместник Суз Кук-кирваш.
| Династия Эпартидов (Суккаль-махи) |                                            |                      |
| Предшественник: Атта-мерра-халки  | суккаль-мах Элама ок. 1570 — 1545 до н. э. | Преемник: Кук-кирваш |